# Nobody Wants to Be Lonely
«Nobody Wants to Be Lonely» es el segundo sencillo del cantante puertorriqueño Ricky Martin del álbum Sound Loaded; la versión inglés cuenta con la participación de la cantante de pop estadounidense Christina Aguilera. La canción fue escrita por Desmond Child, Gary Burr y Victoria Shaw; y fue producido por Walter Afanasieff en el año 2000. La canción con la versión con Aguilera dura 4:09. Dicha canción es un género pop y su lanzamiento fue el 15 de enero de 2001.
El sencillo fue lanzado en dos versiones, «Solo quiero amarte» es la versión en español del sencillo, interpretada únicamente por Ricky Martin. La versión más famosa fue a dueto con Christina Aguilera en inglés titulada «Nobody Wants to Be Lonely» que logró ubicarse en el puesto número 13 de la lista Billboard Hot 100 y estuvo diecisiete semanas en el conteo de Estados Unidos. Además obtuvo el número 1 en la lista Hot Latin Songs, Tropical Songs y Latin Pop Songs de la misma revista (Billboard). Logró ubicarse en el puesto número 1 en Nueva Zelanda y número 2 en Italia y Suiza, número 3 en Suecia, número 4 en Reino Unido y 5 en Noruega. El sencillo tuvo certificaciones de oro en países como Australia, Suecia, Países Bajos y Zuiza. Además estuvo en las listas anuales de diferentes países como Australia, Bélgica, Holanda, Nueva Zelanda, Suecia, Suiza, Reino Unido, y en seis listas de Estados Unidos de la revista Billboard. Asimismo consiguió certificado de disco de oro en Australia, Países Bajos, Suiza y Suecia.
El vídeo musical fue dirigido por Wayne Isham, antes de Navidad a finales de diciembre de 2000, salió al aire el 15 de enero de 2001. Dos versiones hay del vídeo: la versión en inglés a dúo con Christina Aguilera y la versión en español en solitario. La versión «Nobody Wants to Be Lonely» ganó un premio ALMA para el vídeo musical excepcional y estuvo candidata a un premio Grammy en la categoría de "Mejor Colaboración Pop Vocal" pero perdió ante «Lady Marmalade», canción interpretada también por Christina Aguilera.
En el 2001, la canción fue incluida en el álbum recopilatorio de éxitos de Ricky Martin titulado The Best of Ricky Martin. En el 2008 fue incluido en el álbum recopilatorio de éxitos nuevamente para Ricky Martin titulado Ricky Martin 17, al igual ese mismo año fue incluida para el álbum de éxitos de Aguilera Keeps Gettin' Better: A Decade of Hits, explicando Aguilera que era una de sus canciones favoritas interpretadas por ella misma. Nuevamente en el 2001 Ricky Martin incluyó la canción en su más reciente álbum recopilatorio titulado 17: Greatest Hits.

## Escritura, grabación y producción
La canción fue escrita por Desmond Child, Gary Burr y Victoria Shaw en el 2000. A la hora de ser lanzado como sencillo, se lanzaron tres versiones. La versión normal, una en español y otra en colaboración con Aguilera, la cual fue la versión más exitosa.

## Vídeo musical
El vídeo musical fue dirigido por Wayne Isham, antes de Navidad a finales de diciembre de 2000, salió al aire el 15 de enero de 2001. Dos versiones hay del vídeo: la versión en inglés a dúo con Christina Aguilera y la versión en español en solitario.

### Trama (versión con Aguilera)
El vídeo musical comienza con una palomas blancas que vuelan. La toma va luego a una mansión donde se desarrolla la historia. Christina Aguilera es la primera que se ve cuando la toma entra a la mansión, Aguilera está en una habitación grande, vacía, con grandes ventanas, y una paloma. Inmediatamente sale Ricky Martin parado en unos matorrales verdes. Mientras entonan la canción va apareciendo constantemente en las tomas cada quien por su lado. Llega un momento en que Ricky Martin aparece en un pasillo lleno de arcos coloniales, en cuestión de segundos Aguilera aparece en el mismo sitio pero sola. Luego aparecen ambos cantantes en unas escalones bastantes anchos, Martin está arriba mientras que Aguilera abajo. Casi después, a la mitad del vídeo musical, Christina y Ricky se encuentran en un pasillo con vista al paisaje y estos empiezan a abrazarse, acariciarse, intercambiar miradas, entre otras cosas similares. El vídeo termina con cuatro palomas que vuelan en el cielo.

## Rendimiento en las listas
En sencillo fue muy bien acogido por el público americano. En Estados Unidos debuta en la posición No.66 y al cabo de seis semanas se encuentra en la posición n.º 13, la cual repitió durante tres semanas no consecutivas. En Canadá, de igual forma el sencillo logró ser un éxito, posicionándose en el No.6. También en Latinoamérica el sencillo fue muy popular. En Argentina el sencillo llega a la posición n.º 1 en su cuarta semana, y se mantiene en ella por cuatro semanas no consecutivas. El sencillo estuvo en la lista durante veinticinco semanas. El sencillo también gozó de cierta popularidad en Europa. Logró ser Top 5 en Finlandia, Italia, Suecia, Suiza, Países Bajos, Noruega y Reino Unido, Top 10 en Dinamarca y Top 20 en Bélgica e Irlanda. En Francia no contó con mucha popularidad, llegando solo a la posición n.º 28. Logró la certificación de Oro en Suecia y Suiza tras superar las 10.000 y 15.000 copias vendidas en los países respectivamente. En Oceanía el sencillo logró ser un gran éxito. Llegó a la posición No.1 en Nueva Zelanda durante dos semanas no consecutivas y permaneció en la lista durante diecisiete semanas. En Australia el sencillo llegó a las posición n.º 8 y permaneció en lista únicamente durante nueve semanas.

## Premios
"Nobody Wants to Be Lonely" logró una nominación en los Grammy Awards del 2002. Con esta canción y "Lady Marmalade" Aguilera logró tener dos nominaciones en la misma categoría. El premio se lo llevó "Lady Marmalade".
| Año  | Ceremonia | Premio                       | Resultado |
| ---- | --------- | ---------------------------- | --------- |
| 2002 | Grammys   | Mejor Colaboración Vocal Pop | Nominada  |

## Listas musicales de canciones
| América        |                                       |    |
| Canadá         | Top 100 Singles                       | 6  |
| Estados Unidos | U.S. Billboard Hot 100                | 13 |
| Estados Unidos | U.S. Billboard Hot Latin Tracks       | 1  |
| Estados Unidos | U.S. Billboard Latin Pop Airplay      | 1  |
| Estados Unidos | U.S. Billboard Latin Tropical Airplay | 1  |
| Estados Unidos | U.S. Billboard Pop Songs              | 8  |
| Europa         |                                       |    |
| Alemania       | Top 100 Singles                       | 5  |
| Austria        | Top 40 Singles.                       | 13 |
| Bélgica        | Top 50 Singles.                       | 11 |
| Dinamarca      | Top 20 Singles.                       | 6  |
| España         | Top 20 Singles.                       | 2  |
| Finlandia      | Top 20 Singles.                       | 4  |
| Francia        | Top 100 Singles.                      | 28 |
| Italia         | Top 20 Singles.                       | 2  |
| Noruega        | Top 20 Singles.                       | 5  |
| Países Bajos   | Top 100 Singles.                      | 4  |
| Reino Unido    | Top 75 Singles                        | 4  |
| Suecia         | Top 60 Singles                        | 3  |
| Suiza          | Top 100 Singles                       | 2  |
| Oceanía        |                                       |    |
| Australia      | Top 50 Singles                        | 8  |
| Nueva Zelanda  | Top 40 Singles                        | 1  |

### Sucesión y posicionamiento
| Predecesor: Abrázame muy fuerte de Juan Gabriel | U.S. Billboard Hot Latin Tracks — Sencillo N°. 1 7 de abril de 2001 - 4 de mayo de 2001 | Sucesor: Quiero de Jerry Rivera |

| Predecesor: Te quise olvidar de MDO | U.S. Billboard Latin Pop Airplay — Sencillo N°. 1 10 de marzo de 2001 - 27 de abril de 2001 | Sucesor: Abrázame muy fuerte de Juan Gabriel |

| Predecesor: Me da lo mismo de Víctor Manuelle | U.S. Billboard Latin Tropical Airplay — Sencillo N°. 1 7 de abril de 2001 - 20 de abril de 2001 | Sucesor: Quiero (Versión salsa) de Jerry Rivera |

### Anuales
| País           | Lista (2001)                        | Posición |
| -------------- | ----------------------------------- | -------- |
| Australia      | Austrian Singles Chart              | 63       |
| Bélgica        | Jaaroverzichten                     | 90       |
| Países Bajos   | Dutch Single Top 100                | 46       |
| Nueva Zelanda  | New Zealand Singles Chart           | 28       |
| Suecia         | Årslista Singlar                    | 62       |
| Suiza          | Schweizer Hitparade                 | 19       |
| Reino Unido    | UK Singles Chart                    | 80       |
| Estados Unidos | Billboard Hot 100                   | 55       |
| Estados Unidos | Billboard Hot 100 Airplay           | 53       |
| Estados Unidos | Billboard Adult Contemporary Tracks | 16       |
| Estados Unidos | Billboard Hot Latin Tracks          | 11       |
| Estados Unidos | Billboard Latin Pop Airplay         | 11       |
| Estados Unidos | Billboard Latin Tropical Airplay    | 9        |

## Certificaciones
| País         | Organización | Certificación |
| ------------ | ------------ | ------------- |
| Australia    | ARIA         | disco de oro  |
| Países Bajos | NVPI         | disco de oro  |
| Suecia       | IFPI         | disco de oro  |
| Suiza        | IFPF         | disco de oro  |